# Дербин (Западна Вирџинија)
Дербин (енгл. Durbin) град је у америчкој савезној држави Западна Вирџинија.

## Демографија
По попису из 2010. године број становника је 293, што је 31 (11,8%) становника више него 2000. године.
| Група             | 2000.       | 2010.       |
| Белци             | 259 (98,9%) | 279 (95,2%) |
| Афроамериканци    | 2 (0,8%)    | 0 (0,0%)    |
| Азијати           | 1 (0,4%)    | 0 (0,0%)    |
| Хиспаноамериканци | 0 (0,0%)    | 11 (3,8%)   |
| Укупно            | 262         | 293         |